# Syrtis Major Planum

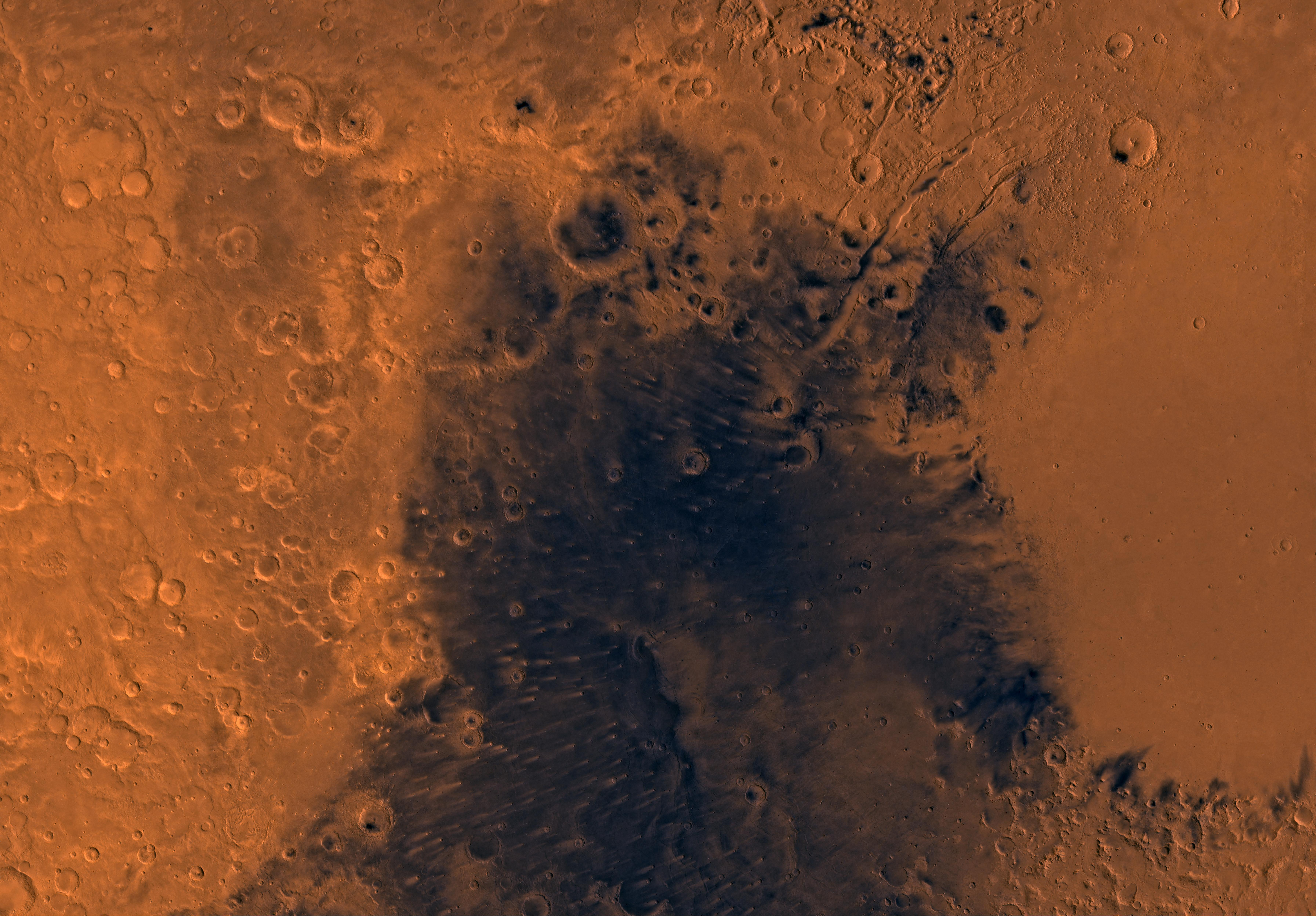
Syrtis Major Planum - obszar wyróżniający się ciemny kolorem

Syrtis Major Planum – największy ciemny obszar na powierzchni Marsa. Obszar ten może być obserwowany z Ziemi.  Syrtis Major Planum wyróżnia się ciemną barwą powierzchni między  jasnymi obszarami Arabia Terra na zachodzie i Isidis Planitia na wschodzie.
Syrtis Major Planum odkrył w 1659 roku Christiaan Huygens, który wykorzystał to odkrycie do wyznaczenia długości marsjańskiego dnia. Obszar ten ma średnicę 1214,86 km a rozciąga się od 19,41° szerokości północnej do −1,37° szerokości południowej oraz 76,64° długości wschodniej do 58,88° długości zachodniej. Centrum Syrtis Major Planum znajduje się na ♂ 9,2°N 292,9°W/9,200000 -292,900000. Początkowo Syrtis Major uważano za morze, w którym zmieniał się poziom wody, powodując zmiany rozmiarów obserwowanego obszaru. Obecnie jednak wiadomo, że jest to pozbawiona wody prowincja wulkaniczna, która powstała ponad 3 miliardy lat temu, a zmiany kształtu tego obszaru są powodowane przez pył i piasek nawiewany przez marsjańskie wiatry.
Obszar ten zawiera pola lawy pokrywającej dno wyżyny, otaczające odosobnione wzgórza o stromych zboczach, zbyt wysokich by mogły zostać przykryte przez lawę. Wzgórza te są widoczne, ponieważ mają jaśniejszy kolor oraz znajdują się w innym stanie erozji. Na zboczach górskich widoczne są również dawne doliny. Widoczne są również poszczególne strumienie lawy oraz kratery częściowo lub całkowicie wypełnione lawą. Kierunki wiejących wiatrów utworzyły jaśniejsze smugi pyłu i ciemne smugi piasku wyraźnie widoczne w okolicach mniejszych kraterów.
Decyzją Międzynarodowej Unii Astronomicznej w 1973 roku obszar ten został nazwany od zatoki Wielka Syrta.